# Avimelek

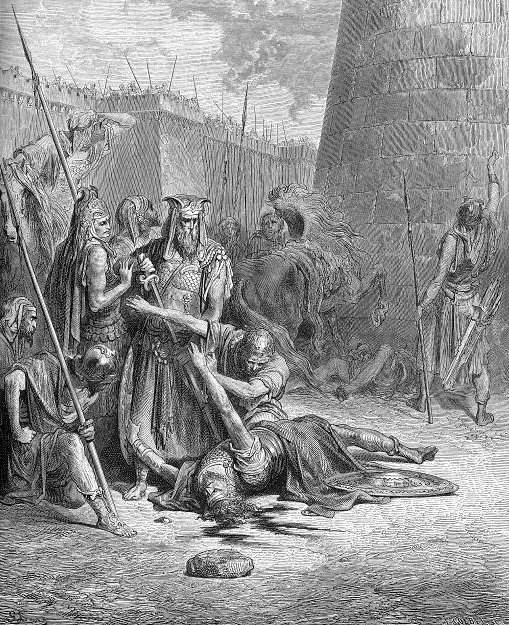
Abimeleks död av Gustave Doré

Avimelek eller Abimelek (hebreiska: אבימלך, 'Avimelekh, "min far är kung" eller "far till en kung") är ett mansnamn som bärs av fyra personer i Gamla testamentet i Bibeln.

## Avimelek, två kungar i Gerar
De första förekomsterna av namnet Avimelek i Bibeln är i 1 Mos 20 – 21 och 1 Mos 26. Det handlar vid båda tillfällena om en filisteisk kung av Gerar. Enligt Haggada skall det röra sig om far och son med samma namn.
När Abraham kom till Gerar talade han om sin hustru Sara som sin syster och en historia snarlik den som enligt kapitel 12 utspelat sig i Egypten beskrivs: Avimelek fattade tycke för Sara och hämtade henne till sig. Gud ingrep och anklagade Avimelek för att ha tagit en annan mans hustru. Abraham ställdes till svars och det hela klarades ut. Abraham ingick senare ett förbund med Avimelek på en plats som därmed fick namnet Be'er Sheva (באר שבע, "edsbrunnen").
Även Isak beskrev då han en period slog sig ner i Gerar sin hustru som sin syster. Han blev iakttagen då han vänslades med henne, och sålunda avslöjades bluffen. Även mellan Isak och Avimelek svors en ed, och i anslutning till detta fann Isaks tjänare åter vatten i brunnen i Beer Sheva, som filistéerna hade fyllt igen.  

## Avimelek, Gideons son
En annan Avimelek var enligt Domarbokens nionde kapitel en av Gideons 70 söner, och israelernas domare. För att tillskansa sig makten efter sin far lejde han en hop folk med vilkas hjälp han vid ett enda tillfälle dräpte alla sina bröder utom den yngste, Jotam, som hade gömt sig. Efter denna seger utropades Avimelek till kung av invånarna i Shekem och Bet Millo. Efter bara några år uppstod konflikt mellan invånarna i Shekem och deras kung, vilket ledde till att staden ödelades.
Avimelek dog strax därefter vid staden Teves. Allt folket i staden hade befäst sig i ett torn och när Avimelek steg fram för att sätta tornets port i brand släppte en kvinna ner en kvarnsten som träffade hans huvud så att det spräcktes. Då begärde kungen av sin väpnare att denne skulle döda honom för att ingen skulle kunna säga att han dödats av en kvinna. Väpnaren gjorde så och när israeliterna såg att Avimelek var död gick alla hem.

## Akish
I introduktionen till psaltarpsalm 34 talas om en Avimelek inför vilken David spelat vansinnig. Beskrivningen stämmer in på den kung Akish av Gat som omtalas i 1 Sam 21:10 – 14.